# Ларедо (Міссурі)
Ларедо (англ. Laredo) — місто (англ. city) в США, в окрузі Ґранді штату Міссурі. Населення — 156 осіб (2020).

## Географія
Ларедо розташоване за координатами 40°1′34″ пн. ш. 93°26′52″ зх. д. / 40.02611° пн. ш. 93.44778° зх. д. (40.026112, -93.447760).  За даними Бюро перепису населення США в 2010 році місто мало площу 0,71 км², з яких 0,71 км² — суходіл та 0,00 км² — водойми.

## Демографія
Згідно з переписом 2010 року, у місті мешкало 198 осіб у 89 домогосподарствах у складі 59 родин. Густота населення становила 278 осіб/км².  Було 128 помешкань (179/км²).
Расовий склад населення:
| - 99,5 % — білих |

До двох чи більше рас належало 0,5 %. Частка іспаномовних становила 0,0 % від усіх жителів.
За віковим діапазоном населення розподілялося таким чином: 16,2 % — особи молодші 18 років, 60,6 % — особи у віці 18—64 років, 23,2 % — особи у віці 65 років та старші. Медіана віку мешканця становила 47,5 року. На 100 осіб жіночої статі у місті припадало 96,0 чоловіків;  на 100 жінок у віці від 18 років та старших — 115,6 чоловіків також старших 18 років.
Середній дохід на одне домашнє господарство  становив 33 384 долари США (медіана — 26 458), а середній дохід на одну сім'ю — 36 710 доларів (медіана — 27 292). За межею бідності перебувало 27,8 % осіб, у тому числі 34,0 % дітей у віці до 18 років та 7,3 % осіб у віці 65 років та старших.
Цивільне працевлаштоване населення становило 59 осіб. Основні галузі зайнятості: освіта, охорона здоров'я та соціальна допомога — 32,2 %, виробництво — 15,3 %, науковці, спеціалісти, менеджери — 10,2 %, будівництво — 10,2 %.